# Olympische Sommerspiele 1960/Teilnehmer (Kuba)
| Gelbes Symbol für Goldmedaillen mit stilisierten Olympischen Ringen | Graues Symbol für Silbermedaillen mit stilisierten Olympischen Ringen | Braundes Symbol für Bronzemedaillen mit stilisierten Olympischen Ringen |
| ------------------------------------------------------------------- | --------------------------------------------------------------------- | ----------------------------------------------------------------------- |
| —                                                                   | —                                                                     | —                                                                       |

Kuba nahm an den Olympischen Sommerspielen 1960 in der italienischen Hauptstadt Rom mit einer Delegation von zwölf Sportlern, neun Männer und drei Frauen, an 15 Wettbewerben in acht Sportarten teil.
Seit 1900 war es die neunte Teilnahme Kubas an Olympischen Sommerspielen.
Jüngster Athlet war mit 16 Jahren und 220 Tagen die Turnerin Julia Uria (16 Jahre und 220 Tage), ältester Athlet der Fechter Abelardo Menéndez (32 Jahre und ein Tag).

## Flaggenträger
Der Ringer José Yáñez trug die Flagge Kubas während der Eröffnungsfeier im Olympiastadion.

## Teilnehmer nach Sportarten

### Boxen
Herren
- Esteban Aguilera
  - Leichtgewicht

Rang 17
Runde eins: Freilos
Runde zwei: Punktniederlage gegen Danny O’Brien aus Irland (0:5 Runden, 284:298 Punkte – 57:58, 57:60, 56:60, 57:60, 57:60)

### Fechten
Herren
- Abelardo Menéndez
  - Degen

Runde eins: ausgeschieden in Gruppe fünf, zwei Duelle gewonnen – vier verloren, 19 Treffer erzielt – 20 Treffer erlitten, Rang fünf
2:5-Niederlage gegen Allan Jay aus Großbritannien
0:5-Niederlage gegen Dieter Fänger aus Deutschland
4:5-Niederlage gegen Ali Annabi aus Tunesien
5:1-Sieg gegen Berndt-Otto Rehbinder aus Schweden
5:4-Sieg gegen Jaime Duque aus Kolumbien
3:5-Niederlage gegen Gilbert Orengo aus Monaco

### Gewichtheben
Herren
- Juan Torres
  - Leichtgewicht

Finale: 345,0 kg, Rang 15
Militärpresse: 107,5 kg, Rang 15
Reißen: 97,5 kg, Rang 20
Stoßen: 140,0 kg, Rang acht

### Leichtathletik
Damen
- Berta Díaz
  - 80 Meter Hürden

Runde eins: ausgeschieden in Lauf zwei (Rang fünf), 11,7 Sekunden (handgestoppt), 11,83 Sekunden (automatisch gestoppt)

Herren
- Enrique Figuerola
  - 100 Meter Lauf

Runde eins: in Lauf eins (Rang eins) für das Viertelfinale qualifiziert, 10,4 Sekunden (handgestoppt), 10,57 Sekunden (automatisch gestoppt)
Viertelfinale: in Lauf drei (Rang zwei) für das Halbfinale qualifiziert, 10,4 Sekunden (handgestoppt), 10,53 Sekunden (automatisch gestoppt)
Halbfinale: in Lauf eins (Rang zwei) für das Finale qualifiziert, 10,4 Sekunden (handgestoppt), 10,58 Sekunden (automatisch gestoppt)
Finale: 10,3 Sekunden (handgestoppt), 10,44 Sekunden (automatisch gestoppt), Rang vier

- Ramón López
  - Dreisprung

Qualifikationsrunde: Gruppe A, 14,53 Meter, Rang zwölf, Gesamtrang 33, nicht für das Finale qualifiziert
Versuch eins: 14,05 Meter
Versuch zwei: 14,53 Meter
Versuch drei: 14,52 Meter

### Ringen
Herren

Freistil
- José Yáñez
  - Leichtgewicht

Rang 17, ausgeschieden nach Runde zwei mit sechs Minuspunkten
Runde eins: Punktniederlage gegen Martti Peltoniemi aus Finnland, drei Minuspunkte
Runde zwei: Niederlage nach Punkten gegen Parkash Gian aus Indien, sechs Minuspunkte

### Schwimmen
Herren
- Rubén Roca
  - 100 Meter Freistil
- .Runde eins: ausgeschieden in Lauf sechs (Rang drei), 58,3 Sekunden
  - 400 Meter Freistil
- .Runde eins: ausgeschieden in Lauf fünf (Rang vier), 4:41,3 Minuten

### Segeln
Herren

Star
- Ergebnisse
Finale: 2.425 Punkte, Rang 13
Rennen eins: 340 Punkte, 2:50:46 Stunden, Rang 15
Rennen zwei: 475 Punkte, 2:33:58 Stunden, Rang elf
Rennen drei: 475 Punkte, 2:28:08 Stunden, Rang elf
Rennen vier: 261 Punkte, 2:54:46 Stunden, Rang 18
Rennen fünf: 562 Punkte, 2:32:01 Stunden, Rang neun
Rennen sechs: 101 Punkte, Rennen nicht beendet (DNF)
Rennen sieben: 312 Punkte, 2:29:11 Stunden, Rang 16
- Mannschaft
Jorge de Cárdenas
Carlos de Cárdenas Plá

### Turnen
Damen
- Julia Uria
  - Einzelmehrkampf

Finale: 39,330 Punkte (14,632 Punkte Pflicht – 24,698 Punkte Kür), Rang 123, nicht für das Finale qualifiziert
Bodenturnen: 10,399 Punkte (4,733 Punkte Pflicht – 5,666 Punkte Kür), Rang 120
Pferdsprung: 5,933 Punkte (5,933 Punkte Kür), Rang 124
Schwebebalken: 9,799 Punkte (3,833 Punkte Pflicht – 5,966 Punkte Kür), Rang 121
Stufenbarren: 13,199 Punkte (6,066 Punkte Pflicht – 7,133 Punkte Kür), Rang 113

- Yolanda Williams
  - Einzelmehrkampf

Finale: 42,098 Punkte (15,133 Punkte Pflicht – 26,965 Punkte Kür), Rang 121, nicht für das Finale qualifiziert
Bodenturnen: 9,533 Punkte (4,933 Punkte Pflicht – 4,600 Punkte Kür), Rang 121
Pferdsprung: 7,866 Punkte (7,866 Punkte Kür), Rang 122
Schwebebalken: 11,333 Punkte (4,000 Punkte Pflicht – 7,333 Punkte Kür), Rang 120
Stufenbarren: 13,366 Punkte (6,200 Punkte Pflicht – 7,166 Punkte Kür), Rang 112